# The Conquest of Canaan (film 1921)
The Conquest of Canaan è un film muto del 1921 diretto da Roy William Neill. La sceneggiatura si basa su The Conquest of Canaan, romanzo di Booth Tarkington del 1905 che, già nel 1916, era stato adattato per lo schermo sempre con il titolo The Conquest of Canaan da George Irving

## Trama

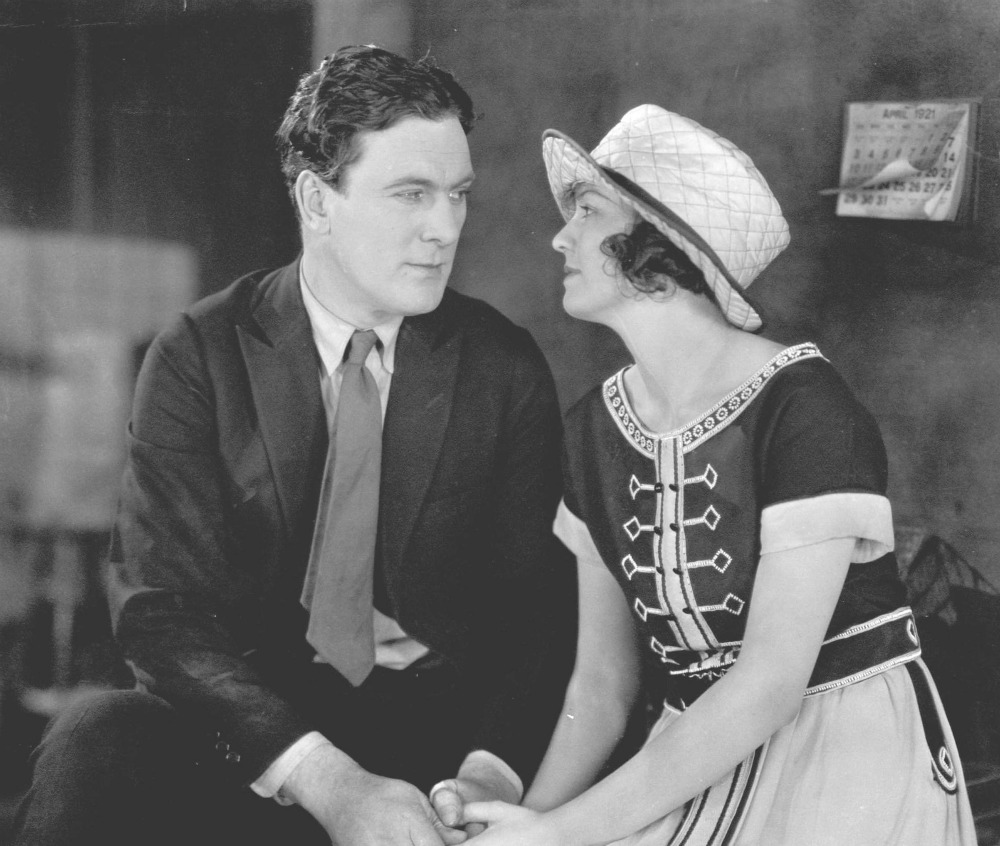
Thomas Meighan e Doris Kenyon

## Produzione
Il film fu prodotto dalla Famous Players-Lasky Corporation (Paramount Pictures)

## Distribuzione
Il copyright del film, richiesto dalla Famous Players-Lasky Corp., fu registrato il 21 agosto 1921 con il numero LP16883.
Distribuito dalla Paramount Pictures e presentato da Adolph Zukor, il film uscì nelle sale statunitensi il 10 luglio 1921.
La pellicola fu considerata perduta per molti anni, finché non ne venne ritrovata una copia in positivo negli archivi russi della Gosfilmofond. Trascritta in digitale, è stata donata alla Library of Congress di Washington e presentata il 20 ottobre 2010.